# Primošten
Primošten (uttal: [prǐmɔʃtɛn], italienska: Capocesto, tyska: Groß Kap-Zesto) är en stad och stadskommun i Kroatien. Primoštens stadskommun har 2 828 invånare (2011) varav 1 631 bor i tätorten.
Primošten är belägen vid Adriatiska havet i Šibenik-Knins län, mellan de större orterna Šibenik och Trogir, i landskapet Dalmatien. Staden är en turistort och turismnäringen utgör en viktig del av den lokala ekonomin. 

## Etymologi
Primoštens gamla stadskärna var ursprungligen belägen på en holme nära fastlandet dit lokalbefolkningen sökt skydd undan upprepade osmanska attacker. Under medeltiden var holmen befäst med murar och torn och en vindbrygga förband den med fastlandet. Sedan det osmanska hotet försvunnit ersattes vindbryggan med en vägbank (vall) och den tidigare holmen fick då direkt landförbindelse med fastlandet. Staden började därefter kallas Primošten. Ortsnamnet kan härledas från det kroatiska verbet primostiti (på standardkroatiska premostiti med betydelsen 'att överbrygga'). Fritt översatt betyder primošten "överbryggad". En annan teori är namnet möjligtvis kommer från benämningen pri mostu med betydelsen "vid bron".  Ortsnamnet finns belagt sedan år 1564 men holmen fick landsförbindelse långt innan dess.  

## Historia

### Förhistoria och antiken
Arkeologiska fyndigheter och spår efter den illyriska och hellenistiska kulturen har påträffats i Primošten-området som omkring 000-talet f.v.t. kontrollerades av romarna.  Efter det romerska rikets fall följde folkvandringstiden och på 600-talet skedde en gradvis inflyttning av slaver (kroater) till området. De äldsta arkeologiska fyndigheterna (verktyg, vapen etcetera) som påträffats vid Primošten-området (Kunara) härstammar från 600-talet f.v.t.

### Medeltiden
Primošten spår sin historia från 1000-talet även om den del som idag utgör den gamla stadskärnan är från senmedeltiden. På 1000–1100-talet anlände åttio bogomilska familjer från Bosnien till Šibenik. Dessa flydde den osmanska invasionen i Bosnien och sökte skydd hos den lokala adeln i Šibenik. Adeln accepterade deras begäran om hjälp och lät transportera dem sjövägen 10 sjömil söder om Šibenik där de landsattes vid en vik. Området där nykomlingarna landsattes var ödsligt och oländigt varpå de begav sig österut till en platå, fyra kilometer från havet. På platån lät de grunda en bosättning och uppföra en kyrkobyggnad med finansiellt stöd av Šibeniks stift. Det var så det äldsta samhället (dagens Prhovo) i Primoštens stadskommun uppstod. Senare anlades även samhällena Široke och Kruševo.

### Venetianskt, franskt och österrikiskt styre
Under högmedeltiden stred Republiken Venedig och det ungersk-kroatiska kungariket om herraväldet över Dalmatien. Šibenik motsatte sig venetianskt styre men betvingades år 1412 efter en 38 månader lång belägring. Šibenik, inklusive Primošten, förblev sedan venetianskt till år 1797. Det venetianska styret ledde till svåra ekonomiska och politiska förhållanden varpå många av Primošten-områdets invånare flyttade  från fastlandet och bosatte sig på öarna Zlarin, Kaprije, Žirje, Orut, Tijat och Kakan.
Förutsättningarna för ett relativt tryggt och säkert liv i det område som idag faller under Primoštens jurisdiktion varade fram till slutet av 1400-talet då osmanska trupper från Bosnien började tränga in i det venetianska Dalmatien. Det osmanska hotet ledde till att invånarna i Prhovo, Široke och Kruševo omkring år 1480 tog sin tillflykt till en holme som var belägen nära fastlandet. På holmen "Gola Glava" (venetianska: Caput Cista) med betydelsen "kala huvudet" grundande de en ny bosättning som sedermera kom att kallas Primošten. Omkring år 1485 blev bosättningen stiftssäte vilket antyder att den då hade en bofast befolkning. Den nya bosättningen som uppstod som en tillflyktsort omnämns för första gången med detta ortsnamn år 1564.
Den nya bosättningen på holmen befästes tidigt med en försvarsmur och en vindbrygga av trä förband bosättningen med fastlandet. Det osmanska hotet till trots fortsatte lokalinvånarna att bruka jorden på fastlandet och jordbruket förblev, bredvid djurskötsel, alltjämt deras viktigaste näringsgren. Enligt en rapport utfärdad år 1587 av Šibeniks knez (furste) hade Primošten 55 hushåll och 305 invånare varav 47 krigsdugliga. År 1620 började dopregister föras och från år 1622 kyrkbok över vigslar och dödsfall i Primošten. Dessa publicerades på latin och kroatiska med glagolitisk skrift.
Under hela 1600-talet och särskilt i samband med det Kretensiska kriget (1645–1669) och Moreakriget (1684–1699) mellan Venedig och Osmanska riket drabbades Šibenik-området (inklusive Primošten) av frekventa sjukdomsutbrott. Infektionssjukdomar såsom pesten härjade i hela området och fick tragiska konsekvenser. Moreakriget ledde dock till venetiansk seger och att det osmanska hotet mot Primošten och Dalmatien avvärjdes permanent. År 1695 sammanställdes för första gången en komplett folkräkning, en så kallad "lista över själar" (status animarium), på kroatiska med glagolitisk skrift där invånarna namngavs med för- och efternamn. Enligt folkräkningen hade Primošten 103 hushåll och 553 invånare. En förteckning över stadens boskap visade att det samma år fanns 1 250 får, 60 nötkreatur och 40 åsnor i Primošten.
Det venetianska styret i varade åren 1412–1797. Från år 1797 till 1918 (med undantag för en kort fransk ockupation åren 1806–1813, se illyriska provinserna) kontrollerades staden av österrikarna (se Kungariket Dalmatien). Under 1700–1800-talet expanderade staden genom befolkningstillväxt på fastlandet utanför den gamla stadskärnan och i början av 1900-talet hade staden utvecklats till ett lokalt ekonomiskt och kulturellt centrum.

### 1900–
År 1914 bröt första världskriget ut. I det då österrikisk-ungerska Primošten var livet, liksom annorstädes i Dubbelmonarkin, mycket svårt. Matbrist ledde till att både barn och vuxna dog. Efter första världskriget och Österrike-Ungerns upplösning år 1918 uppstod en territoriell dispyt mellan Italien och det då nybildade Serbernas, kroaternas och slovenernas kungarike (från år 1929 kallat Jugoslavien). Italienska anspråk på den dalmatiska kusten ledde till att Italien den 4 november 1918 besatte dåvarande Šibeniks kommun i vilken Primošten ingick. Under det italienska styret som varade till år 1921 utsattes lokalbefolkningen för italienisering. Efter kriget uppgick Primošten i Serbernas, kroaternas och slovenernas kungarike.
Andra världskriget (1939–1945) innebar nya umbäranden för Primoštens invånare. Den 16 november 1942 var i synnerhet en svår dag.  Då attackerades Primošten av italienarna som ville hämnas för att partisaner dödat italienska marinsoldater på Jelinjak-höjden. I attacken använde italienarna alla vapenslag och Primošten angreps från luften, havet och marken.  I hämndaktionen deltog bland annat två bombplan, ett kustbatteri med fyra kanoner och en torpedbåt.  Över 50 personer (män, kvinnor och barn) dödades och flera byggnader brändes till grunden.  Mirakulöst dödades inga människor i Gamla stan eftersom den italienske brigadgeneralen Desiderio Bagiera och hans medhjälpare G. Cagosini hade informerat den lokale kyrkoherden Grga Roglić och hans kaplan Ivo Šarić om den förestående attacken. Dessa lät i sin tur på natten och i hemlighet väcka lokalbefolkningen i Gamla stan som då sökte skydd på olika platser men framför allt i Sankt Görans kyrka. När så den italienska armén attackerade Gamla stan förstördes en del byggnader men ingen människa omkom.  Romersk-katolska lokalbor tackar stadens skyddshelgon Vår Fru av Loreto för sin överlevnad och den 16 november är sedan dess en lokal votivdag. Den första söndagen efter den 16 november, i åminnelse av denna händelse, hålls årligen en högtidsmässa till Guds moders ära i Sankt Görans kyrka.
Efter andra världskriget inleddes ett mödosamt återuppbyggnadsarbete. Raserad egendom skulle återställas och ekonomin återaktiveras.  Primoštens invånare tilldelades mark att röja och ge plats åt nya vindgårdar och olivlundar vid bland annat Kremik-viken. Det hårda jordbrukslivet ledde dock till att många lokalbor emigrerade utomlands. 
På 1960-talet började Primošten utvecklas allt snabbare och den lokala ekonomin transformerades. Från att ha varit ett traditionellt jordbruks- och fiskesamhälle började turism och den tjänstebaserade sektorn spela en allt större roll. År 1960 upptäcktes byn av esperantister och studenter från Zagrebs observatorium. Ett esperantoläger anlades i staden vilket ledde till att esperantister från hela världen därefter besökte staden under sommarmånaderna. På initiativ av Marko Skorin inleddes arbetsinsatser med syfte att anlägga el- och vattenledningar och i början av 1960-talet fick staden även telefoni. År 1964 invigdes Adriatiska kustvägen som blev en viktig förbindelselänk med andra kuststäder. Flera hotell uppfördes – Hotel Raduča (1966), Hotel Zora och Hotel Slava (1968), Hotel Marina Lučica (1971) och Hotel Kremik (1983). Något tidigare anlades Camp Adriatic (Adriatik kamp) – en campingplats med plats för 3 000 campare.
Det kroatiska självständighetskriget (1991–1995) avbröt tillfälligt den ekonomiska aktiviteten till följd av att turisterna uteblev. Under kriget deltog cirka 300 personer från Primošten vid alla frontlinjer i Kroatien. Efter kriget och i det självständiga Kroatien har Primošten fortsatt att utvecklas till en populär och uppskattad turistort.            

## Geografi och klimat
Primoštens geografiska position är 15.923016 östlig longitud 43.586316 nordlig latitud. Stadskommunen täcker en yta på 58,18 kvadratkilometer och är belägen vid Adriatiska havet, 29 kilometer söder om Šibenik och 33 kilometer nordväst om Trogir. Stadens historiska stadskärna är belägen på en liten halvö som tidigare var en holme. Staden har genom befolkningstillväxt expanderat på fastlandet öster om den historiska stadskärnan. I skärgården utanför staden finns en ö och flera obebodda holmar (Barilac, Grvbavac, Krbelica, Lukovnjak, Maslinovik, Smokvica, Svilan och Tmara) som tillhör stadskommunens administrativa område.
Enligt Köppens klimatklassifikation ligger Primošten i zonen för medelhavsklimat (CSA). Generellt är sommarmånaderna måttligt torra och vintermånaderna milda och fuktiga. Att det snöar under vintermånaderna är ovanligt men förekommer.
|                                            | Jan | Feb  | Mar  | Apr  | Maj  | Jun  | Jul  | Aug  | Sep  | Okt  | Nov | Dec  |
| ------------------------------------------ | --- | ---- | ---- | ---- | ---- | ---- | ---- | ---- | ---- | ---- | --- | ---- |
| Normaldygnets maximitemperaturs medelvärde | 9,5 | 10,3 | 13,5 | 17   | 21,2 | 25,6 | 28,4 | 28,4 | 23,7 | 19,5 | 15  | 10,8 |
| Normaldygnets minimitemperaturs medelvärde | 4   | 4,3  | 6,9  | 10,2 | 14,1 | 18,2 | 20,8 | 20,9 | 16,9 | 13,3 | 9,7 | 5,6  |
|                                            |     |      |      |      |      |      |      |      |      |      |     |      |
| Nederbörd                                  | 89  | 75   | 75   | 75   | 51   | 34   | 18   | 30   | 75   | 95   | 155 | 116  |

| Diagram | temperaturer i °C • månadsnederbörd i mm • Källa: Climate-data.org | temperaturer i °C • månadsnederbörd i mm • Källa: Climate-data.org | temperaturer i °C • månadsnederbörd i mm • Källa: Climate-data.org | temperaturer i °C • månadsnederbörd i mm • Källa: Climate-data.org | temperaturer i °C • månadsnederbörd i mm • Källa: Climate-data.org | temperaturer i °C • månadsnederbörd i mm • Källa: Climate-data.org | temperaturer i °C • månadsnederbörd i mm • Källa: Climate-data.org | temperaturer i °C • månadsnederbörd i mm • Källa: Climate-data.org | temperaturer i °C • månadsnederbörd i mm • Källa: Climate-data.org | temperaturer i °C • månadsnederbörd i mm • Källa: Climate-data.org | temperaturer i °C • månadsnederbörd i mm • Källa: Climate-data.org | temperaturer i °C • månadsnederbörd i mm • Källa: Climate-data.org |
|         | 89 10 4                                                            | 75 10 4                                                            | 75 14 7                                                            | 75 17 10                                                           | 51 21 14                                                           | 34 26 18                                                           | 18 28 21                                                           | 30 28 21                                                           | 75 24 17                                                           | 95 20 13                                                           | 155 15 10                                                          | 116 11 6                                                           |

## Politik och administration

### Politisk ledning
Primoštens kommunfullmäktige är stadens högsta beslutande organ. Det består av totalt 13 råd,  varav en ordförande och en vice ordförande.

### Administrativ indelning
Primoštens stadskommun skapades år 1993 och består administrativt av 7 samhällen inklusive tätorten Primošten. Dessa är (historiska men ej officiella italienska namn i den andra kolumnen):
| Kroatisk namn    | Italienskt namn        | Antal invånare (2011) |
| ---------------- | ---------------------- | --------------------- |
| Kruševo          | Cruscevo               | 79                    |
| Ložnice          | –                      | 44                    |
| Primošten        | Capocesto              | 1 631                 |
| Primošten Burnji | Capocesto Burgni       | 739                   |
| Široke           | Siroche eller Sirocca  | 154                   |
| Vadalj           | Vadagli eller Vadaglio | 93                    |
| Vezac            | Vesaz eller Vesazzo    | 88                    |

* Källa: Kroatiska statistiska centralbyrån.

## Demografi

### Könsfördelning, etniska och religiösa grupper
Av stadskommunen Primoštens 2 828 invånare är 1 417 kvinnor och 1 411 män (2011).
Primošten är etniskt homogent. Majoriteten av invånarna (2 726 personer eller 96,39 procent av befolkningen) är kroater. Ingen av stadens övriga etniska minoriteter (däribland albaner, bosniaker, italienare, serber etcetera) uppgår ensamma till mer än 1 procent av den totala befolkningen.
En majoritet av stadskommunens invånare (2 651 eller 93,74 procent av befolkningen) bekänner sig till den romersk-katolska tron och i staden finns det två romersk-katolska kyrkobyggnader. Officiella byggnader för annan religiös trosutövning saknas.

### Befolkningsutveckling
| Tätorten Primoštens befolkningsutveckling åren 1857–2011 Källa: Kroatiska statistiska centralbyrån |

### Språk och dialekter
I Primošten talas officiellt och formellt standardkroatiska som grundar sig på štokavisk dialekt med ijekavisk uttal. Den lokala čakaviska dialekten är dock förhärskande och alltjämt levande i vardagsspråket. Mer specifikt klassificeras den lokala språkvarianten som sydčakavisk ikavisk šćakavisk dialekt. Historiskt har latin, dalmatiska, venetianska och senare italienska haft inflytelse på den lokala dialekten. Latin, venetianska och italienska har historiskt använts som tal- och skrivspråk inom administrationen. Med anledning av det österrikiska och sedermera österrikisk-ungerska styret (1797–1806, 1813–1908) har även tyskan (genom administrationen, skolväsendet etcetera) spelat en viktig roll. 

## Ekonomi och näringsliv

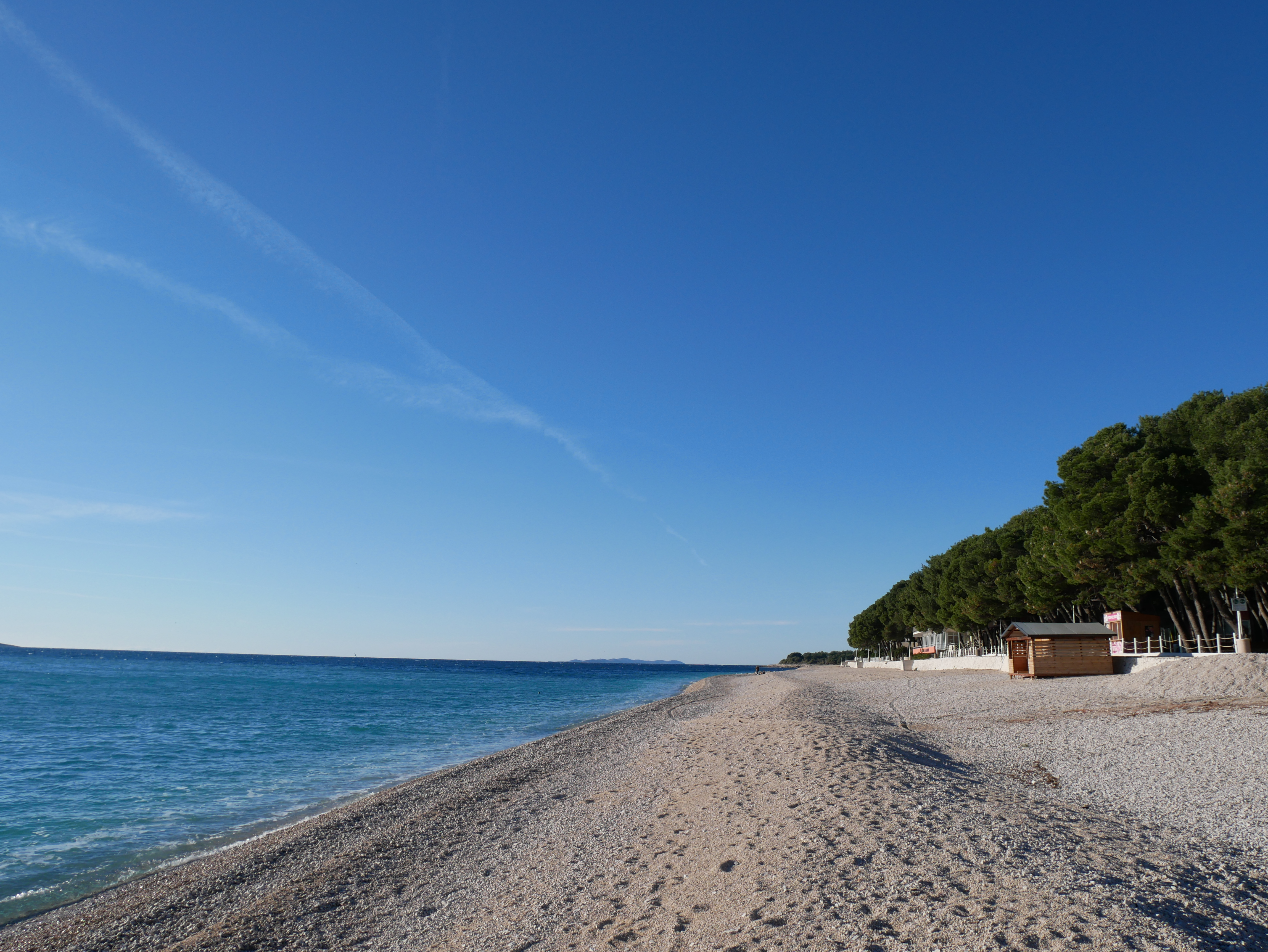
En av Primoštens många badstränder år 2017.

År 2015 fanns det 115 registrerade företag i Primošten. Turismnäringen utgör stadens viktigaste näringsgren. En majoritet av företagen (30,43 procent) är verksamma inom eller relaterade till turismbranschen. Jordbruket och fiskenäringen som historiskt utgjort de viktigaste näringarna har sedan 1960-talet tappat i betydelse för den lokala ekonomin.

### Turism
Primošten är framför allt en badort känd för sina långa stränder som breder ut sig norr och söder om Gamla stan. År 2015 besökte 100 008 turister Primošten och totalt registrerades 646 563 gästnätter. De flesta turisterna kom från Tyskland (22 procent), Tjeckien (17 procent), Österrike (13,40 procent), Polen (13 procent) och Frankrike (8,70 procent). De dominerande anläggningstyperna var privat inkvartering (5 200 sängplatser), campingar (1 500 sängplatser) och hotell (750 sängplatser).

## Kultur och samhälle

### Arkitektur och stadsbild

#### Byggnadsverk

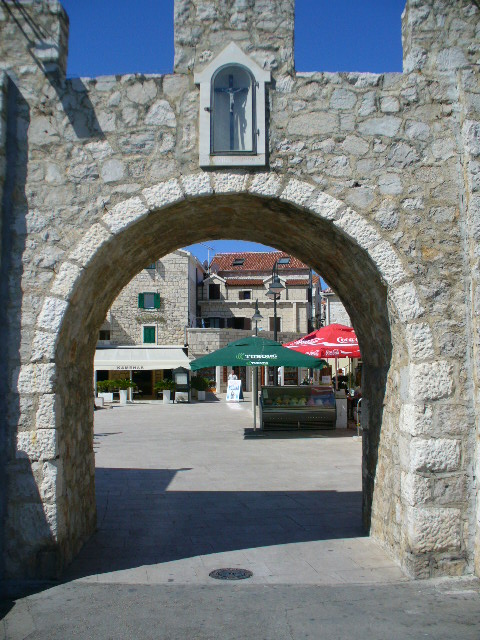
Primoštens stadsport år 2011.

- Sankt Görans kyrka – romersk-katolsk kyrkobyggnad med rötter från år 1485.[12] Stadens största kyrka centralt belägen på en höjd i Gamla stan.
- Sankt Rochus kyrka – romersk-katolsk kapell som omnämns för första gången år 1553. Belägen strax innan stadsporten som leder till den historiska stadskärnan. Högst troligt ursprungligen en begravningskyrka där mässor hölls för nyligen avlidna.[13]
- Stadsporten – Stadsporten och en liten del av den forna stadsmuren med rötter från medeltiden finns än idag bevarade. Stadsporten leder idag till den halvö som utgör den historiska stadskärnan.
- Vår Fru av Loreto-statyn – 17 meter hög staty tillägnad staden Primoštens skyddshelgon Vår Fru av Loreto. Statyn är belägen på Gaj-höjden och är den högsta Mariastatyn i Kroatien och en av de högsta i världen.[14]

#### Statyer, skulpturer och offentlig konst

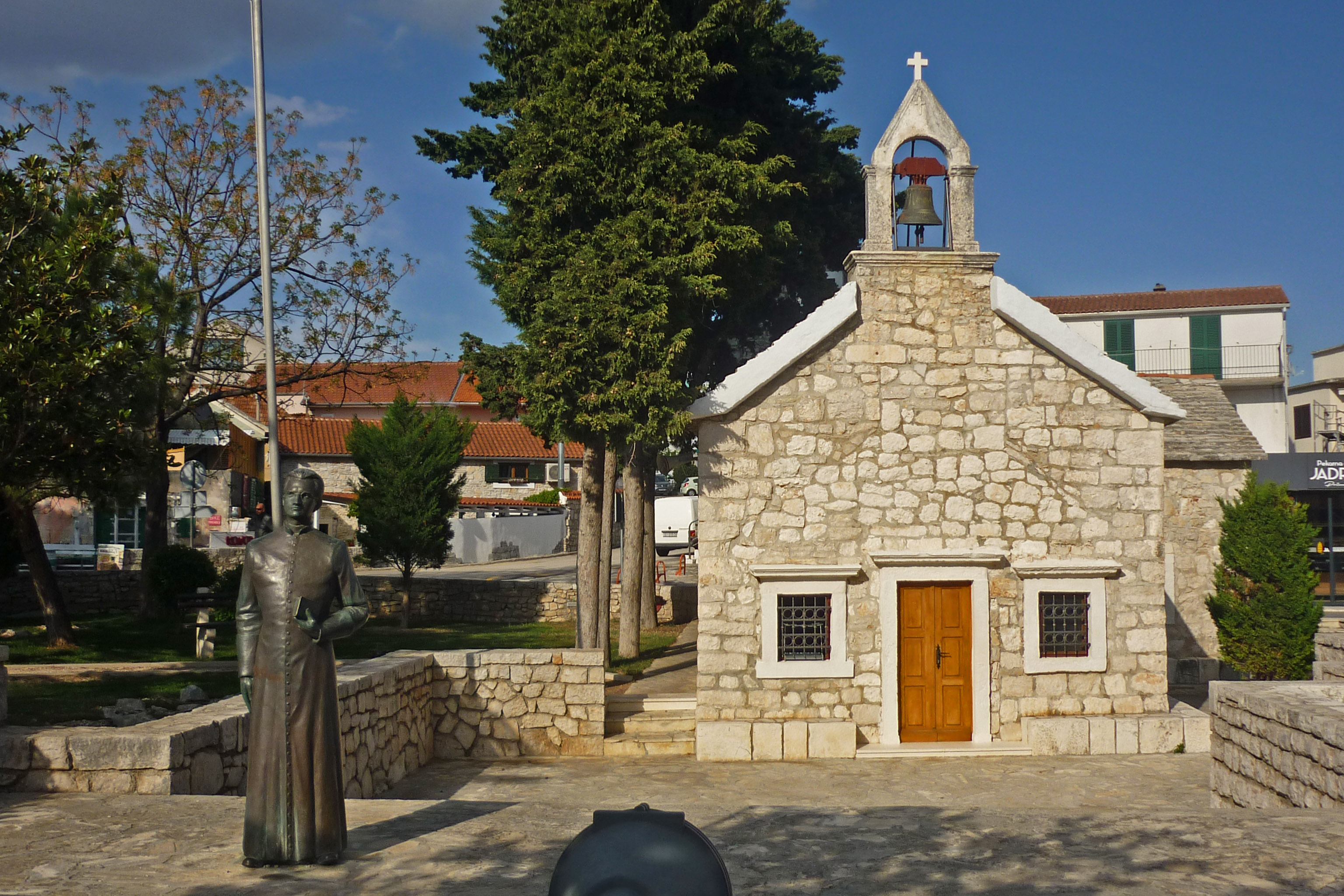
Sankt Rochus kapell och don Ivo Šarićs minnesmärke år 2017.

- "Primoštenska fontana" (Primošten-fontänen) – en fontän belägen vid Stjepan Radićs torg.
- "Spomenik don Ivi Šariću" (don Ivo Šarićs minnesmärke) – staty föreställande och tillägnad den romersk-katolske prästen Ivo Šarić (1915–1944)[15] som var Primoštens kyrkoherde åren 1943–1944.[16] Šarić utmärkte sig under andra världskriget då han undsatte och räddade många människoliv. När italienarna år 1942 bombande Primošten krävde Šarić framgångsrikt av de italienska befälhavarna att förskona kvinnor och barn. Šarić mördades av lokala serber (medlemmar av četnik-rörelsen) på en båt den 2 juni 1944 och hans kropp dumpades därefter i havet.[17] Ivo Šarićs minnesmärke finns vid Sankt Rochus kyrka.
- "Spomenik ribaru" (Fiskarens minnesmärke) – belägen vid Lokvice-stranden. Föreställer en äldre sittande man (fiskare) som binder ett fiskenät. Bredvid mannen en katt. Minnesmärket är en hyllning till de lokala fiskarna.
- "Spomenik težaku" (Lantbrukarens minnesmärke) – belägen innan stadsporten som leder till den historiska stadskärnan. Föreställer en man och hans hustru. Kvinnan sitter på en åsna som traditionellt har fyllt en viktig roll som arbetsdjur i Dalmatien. Minnesmärket är en hyllning till de lokala lantbrukarna.

### Kultur, nöjen och idrott

#### Kulturarv och kulturuttryck
Primošten är känt för sina stora och vackra vingårdar som utgör ett tentativt världsarv. Ett fotografi av vingårdarna i Primošten hänger vid Förenta nationernas säte i New York. Förutom vingårdarna är Primošten också känt för Primošten-spetsen (se spetstillverkning i Kroatien) och det traditionella åsneloppet som äger rum i staden varje sommar. 

#### Kulturevenemang
"Primoštenske užance" är en årligen återkommande sommarfestival i Primošten. Det är en traditionell folklorefestival där människor från Primošten visar upp sin kulturella särart och det tidigare traditionella sättet att leva i byn. Folkdräkter, musik och lokalproducerade produkter är stående inslag i festivalen.

#### Insignier och symboler
Stadskommunen Primošten representeras formellt av ett stadsvapen och stadsflagga. Stadsvapnet har havsblå bakgrund och gyllene kanter. Den havsblå färgen är en symbol för överlevnad och livsbeständighet i Primošten-området. Centralt på vapnet finns en avbildning av stadens skyddshelgon Vår Fru av Loreto med Jesusbarnet i famnen. Vår Fru av Loreto har vördats som skyddshelgon i Primošten sedan åtminstone 1700-talet. Stadsflaggan är blå och har proportionerna 1:2. Centralt på flaggan finns stadsvapnet.

#### Sportklubbar och sportutövning
I Primošten finns flera sportföreningar, däribland:
- Biciklistički klub "Primošten" (Primošten cykelklubb)
- Boćarski klub "Primošten" (Primošten bouleklubb)
- Jedriličarski klub "Primošten" (Primošten segelklubb)
- Malonogometni klub "Primošten" (Primošten futsalklubb)
- Ronilački klub "Spongiola" (Spongiola dykklubb)
- Tenis klub "Primošten" (Primošten tennisklubb)
- Vaterpolski klub "Primošten" (Primošten vattenpoloklubb)

I Primošten organiseras årligen två regattor:
- Regata malih katamarana Primošten (Primošten sportkatamaranregatta) i september.
- Kup Primoštena (Primošten cup) i oktober. Deltagande båttyper är Optimistjolle, Laser 4.7 och Laser Radial.

#### Utbildning
Osnovna škola Primošten (Primoštens grundskola) med årskurs 1–8 är stadens enda läroanstalt. Den är belägen öster om Gamla stan och spår sina rötter från stadens första allmänna skola som grundades år 1858. Ungdomar från Primošten genomgår vanligtvis sekundärutbildning i länets residensstad Šibenik. 

### Fotnoter
1. 1 2 3  ”Population by age and sex, by settlements, 2011 census” (på engelska). Dzs.hr. Državni zavod za statistiku (Kroatiska statistiska centralbyrån). https://web.dzs.hr/Eng/censuses/census2011/results/htm/e01_01_03/e01_01_03_zup15.html. Läst 27 mars 2022.
2. ↑  ”Pozdrav načelnika” (på kroatiska). Primosten.hr. Primoštens stad. https://primosten.hr/?page_id=261. Läst 27 mars 2022.
3. 1 2 3 4 5 6 7 8 9 10 11 12  ”Razvojnu strategiju Općine Primošten za razdoblje 2015. – 2020.” (på kroatiska) ( PDF). Razvojna agencija Šibensko-kninske županije (Šibenik-Knin läns utvecklingsbyrå). 2016. Arkiverad från originalet den 6 oktober 2022. https://web.archive.org/web/20221006035940/http://www.rra-sibenik.hr/upload/stranice/2015/12/2015-12-21/50/strategijarazvojaopcineprimosten.pdf. Läst 27 mars 2022.
4. 1 2  ”About Primošten” (på engelska). Tz-primosten.hr. Primoštens turistråd. Arkiverad från originalet den 9 december 2021. https://web.archive.org/web/20211209080524/https://www.tz-primosten.hr/en/o-primostenu/. Läst 27 mars 2022.
5. 1 2 3 4 5 6 7 8 9 10 11 12  ”Povijest Primoštena” (på kroatiska). Primosten.hr. Primoštens stad. https://primosten.hr/?page_id=68. Läst 27 mars 2022.
6. 1 2 3 4 5 6 7 8 9 10 11 12 13 14 15 16 17 18 19 20 21  ”Povijest Primoštena” (på kroatiska). Zupa-primosten.info. Sankt Görans församling i Primošten. http://www.zupa-primosten.info/o-zupi/povijest-primostena-2369. Läst 27 mars 2022.
7. ↑  ”Primošten” (på engelska). Countrycoordinate.com. Country Coordinate. https://www.countrycoordinate.com/city-primosten-croatia. Läst 27 mars 2022.
8. ↑  ”Climate Primošten” (på engelska). Climate-data.org. Climate-Data.org. https://en.climate-data.org/europe/croatia/primosten/primosten-227155. Läst 27 mars 2022.
9. 1 2 3 4  ”Population by ethnicity, by towns/municipalities, 2011 census” (på engelska). Dzs.hr. Kroatiska statistiska centralbyrån (Kroatiska statistiska centralbyrån). https://web.dzs.hr/Eng/censuses/census2011/results/htm/e01_01_04/E01_01_04_zup15.html. Läst 27 mars 2022.
10. ↑  ”Population by religion, by towns/municipalities, 2011 census” (på engelska). Dzs.hr. Kroatiska statistiska centralbyrån (Kroatiska statistiska centralbyrån). https://web.dzs.hr/Eng/censuses/census2011/results/htm/e01_01_10/E01_01_10_zup15.html. Läst 27 mars 2022.
11. ↑  Lisac, Josip (2009). ”Južnočakavski dijalekt i njegov liksik” (på kroatiska) ( PDF). Croatica et Slavica Iadertina. Zadars universitet. sid. 79–85. https://hrcak.srce.hr/file/75789. Läst 16 mars 2019.
12. ↑  ”Crkva sv. Jurja” (på kroatiska). Zupa-primosten.info. Sankt Görans stift i Primošten. http://www.zupa-primosten.info/index.php?opt=news&act=mlist&id=2393&lang=hr. Läst 27 mars 2022.
13. ↑  ”Crkva sv. Roka” (på kroatiska). Zupa-primosten.info. Sankt Görans stift i Primošten. http://www.zupa-primosten.info/index.php?opt=news&act=mlist&id=2394&lang=hr. Läst 27 mars 2022.
14. ↑  ”Giant Monument to Virgin Mary in Primošten to Be Covered in Gold Mosaic” (på engelska). Total-croatia-news.com. Total Croatia News. Arkiverad från originalet den 28 november 2022. https://web.archive.org/web/20221128214209/https://www.total-croatia-news.com/lifestyle/17432-giant-monument-to-virgin-mary-in-primosten-to-be-covered-in-gold-mosaic. Läst 27 mars 2022.
15. ↑  ”Šibenik in your pocket” (på engelska) ( PDF). Šibeniks turistråd). 2021. https://www.visitsibenik.hr/upload/mediablok/2019/04/2019-04-19/6/sibenikinyourpocket2021.pdf. Läst 27 mars 2022.
16. ↑  ”Primoštenski župnici” (på kroatiska). Zupa-primosten.info. Sankt Görans stift i Primošten. http://www.zupa-primosten.info/o-zupi/primostenski-zupnici-2371. Läst 27 mars 2022.
17. ↑  ”Svećenici molili na otoku Dvainka za svećenike mučenike iz Drugog svjetskog rata.” (på kroatiska). Sibenska-biskupija.hr. Šibeniks stift. https://www.sibenska-biskupija.hr/svecenici-molili-na-otoku-dvainka-za-svecenike-mucenike-iz-drugog-svjetskog-rata. Läst 27 mars 2022.
18. ↑  ”Primošten Vineyards” (på engelska). Unesco. https://whc.unesco.org/en/tentativelists/5102. Läst 27 mars 2022.
19. ↑  ”Primosten–Experience the most charming Croatian peninsula.” (på engelska). Croatia-tourism.com. Croatia Tourism. Arkiverad från originalet den 20 maj 2022. https://web.archive.org/web/20220520043940/https://croatia-tourism.com/destinations/primosten. Läst 27 mars 2022.
20. 1 2 3 4  ”Grb i zastava Općine Primošten” (på kroatiska). Primosten.hr. Primoštens stad. https://primosten.hr/?page_id=275. Läst 27 mars 2022.
21. ↑  ”Naše regate” (på kroatiska). Jk-primosten.hr. Jedriličarski klub "Primošten" (Primošten segelklubb). https://www.jk-primosten.hr. Läst 27 mars 2022.
22. ↑  ”Osnovne škole” (på kroatiska). Mzos.hr. Kroatiens vetenskaps- och utbildningsdepartement. http://mzos.hr/dbApp/pregled.aspx?search=2&appName=OS#. Läst 27 mars 2022.
23. ↑  ”Povijest” (på kroatiska). Os-primosten.skole.hr. Primoštens grundskola. http://os-primosten.skole.hr/skola/povijest. Läst 27 mars 2022.